# الشعور (قفل شمر)

تعديل مصدري - تعديل

الشعور هي إحدى قرى عزلة بني جل بمديرية قفل شمر التابعة لمحافظة حجة، بلغ تعداد سكانها 391 نسمة حسب تعداد اليمن لعام 2004.